# Webbradio

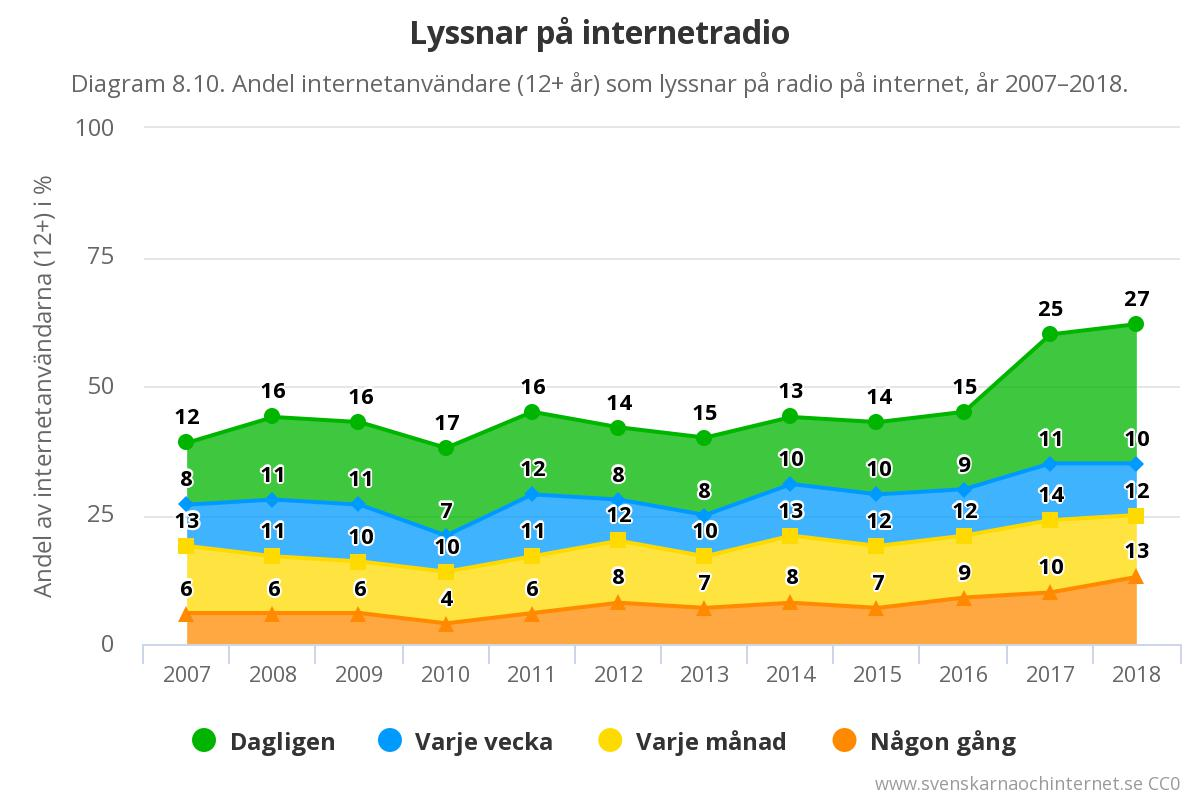
Andel svenska internetanvändare (12+ år) som lyssnar på radio på internet, år 2007–2018.

Webbradio är en ljudutsändning via Internet. Webbradio kan fungera som en kompletterande sändningskanal för en ordinär radiostation men det finns också ett större antal renodlade webbradiostationer som uteslutande sänder sina program via Internet. Vanligtvis när man talar om webbradio så talar man om radio med strömmande ljud, det vill säga ljudinformationen laddas kontinuerligt till datorn där det omedelbart spelas upp utan att sparas och inte poddradio som innebär att man laddar ner hela program till sin mediaspelare eller dator. 
Det finns två huvudtyper av webbradio, dels en där radiostationen, i likhet med ordinarie radio, helt och full bestämmer över innehållet i ljudströmmen, när och vad som ska sändas, ofta används begreppet e-radio om sådana kanaler. Men det finns också webbradiostationer som mer fungerar som en individuell musiktjänst, som registrerar vad användaren lyssnar på för musik på sin dator och utifrån detta genererar en detaljerad musiksmaksprofil som sedan ligger till grund för en personlig musikradiokanal.
Webbradio innebär att man inte behöver befinna sig i den ort eller inom det täckningsområde där själva radiostationen sänder. Möjligheten att lyssna på utländska radiostationer är till exempel närmast oändlig. Webbradiostationer blir på detta sätt även ett sätt för personer som är bosatta utomlands att hålla kontakt med hemland och lokalort. Webbradio innebär också större möjligheter att lyssna på det man verkligen vill lyssna på i och med att det finns stor bredd av specialkanaler som koncentrerar sig på specifika ämnen eller musikstilar, exempelvis renodlade kanaler för C64-musik, humor, kristen musik, opera, politik, 50-talsrock, sport och mycket annat.
De första webbradiostationerna var de amerikanska webbradiokanalerna Internet Talk Radio och Screenprinters Radio som började sända 1993. Och under den senare delen av 1990-talet så fick fenomenet en närmast explosionsartad utveckling med framväxt av tusentals kanaler genom att internet började sprida sig och genom tekniken för att sända blev billigare. 1996 började Sveriges Radio sända via Internet och 1999 grundades 7UP-Radio och SPRAYdio vilka kanske är de allra äldsta svenska renodlade webbradiostationerna.
Sedan 2004 har lyssnarantalet för webbradio i Sverige undersökts och detta antal uppskattades då till strax under 400 000 lyssnare, då de inkluderade de personer som lyssnar på ordinära radiostationer över nätet. I början av 2008 var talet upp på 1 104 200 personer varav många unga. Enligt en undersökning av Internetstiftelsen hade 31 procent av de svenska internetanvändarna lyssnat på digital radio under de senaste året och 11 procent gjorde det dagligen. En siffra som går att jämföra med de 55 procent som uppgav att de hade lyssnat på traditionell radio under det senaste året och 28 procent som lyssnade traditionellt dagligen. Traditionell radio dominerar därmed fortfarande bland radiolyssnarna, vilket inte är fallet när det kommer till playtjänster för TV. År 2007 var motsvarande siffra för digital radio 39 procent.
Bl.a. eftersom webbradio medger att privatpersoner lätt gör egna sändningar är utbudet stort och variationsrikt och en listning säger att de är tio tusentals. Dock är ett problem att sändningar kan göras utan att betala innehållslicens, Stim-pengar eller sändningstillstånd.
Idag[när?] finns det s.k WiFi-radios som man köpa till hemmet, från 1 000 kr, där man kan lyssna på utbudet från internet trådlöst.

## Exempel på renodlade webbradiostationer
- Kanal Rewind
- Countrykanalen Sweden
- Dansbandsdax
- Radiohits
- Distfm
- Raggarradio
- SomaFM

För fler exempel se: Kategori:Webbradio
- Last.fm (individuell musiktjänst)
- Pandora Internet Radio (individuell musiktjänst)